# Sidney Rigdon

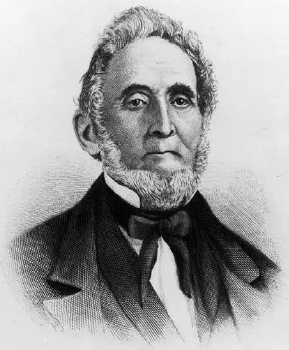
Sidney Rigdon

Sidney Rigdon, född 1793, död 1876, var en av de mormoner som hävdade att han var Joseph Smiths rättmätige arvtagare som ledare för Jesu Kristi Kyrka av Sista Dagars Heliga.

## Uppväxt och första predikantår
Sidney Rigdon föddes den 19 februari 1793, i staden St Clair i Allegheny County, Pennsylvania, som den yngste av fyra barn till William och Nancy Rigdon. William Rigdon, som var lantbrukare, dog 1810. Sidney stannade kvar hemma på farmen till 1818, då han anmälde sig som lärling till baptistpastorn Andrew Clark. Rigdon fick i mars året därpå rätt att predika bland Regulärbaptisterna.
I maj flyttade Rigdon till Trumbull County, Ohio, där han predikade tillsammans med Adamson Bentley fr o m juli 1819. 
Rigdon äktade Bentleys syster Phoebe Brook i juni 1820.
Rigdon och Bentley uppsökte sommaren 1821 den kontroversielle baptistpastorn Alexander Campbell. Efter långa diskussioner med denne beslutade båda att ansluta sig till dennes reformationsrörelse Kristi Lärjungar. På Campbells rekommendation fick Rigdon i februari 1822, en pastorstjänst i First Baptist Church, Pittsburgh. Rigdon blev där populär bland många men drog också på sig kritik från andra. Några av de sistnämnda lyckades tvinga Rigdon att 1824 lämna sin tjänst.
Under de följande två åren försörjde sig Rigdon i veckorna som garvare och predikade på söndagarna i tingshuset i Pittsburgh.
1826 blev han kallad som pastor i den mer teologiskt liberala baptistförsamlingen i Mentor, Ohio. 
Många tidiga mormonledare (som Parley P Pratt, Isaac Morley och Edward Partridge) tillhörde Rigdons församlingar innan de konverterade till Kristi Kyrka, grundad av Joseph Smith.

## Rigdon och den tidiga mormonkyrkan
En av Rigdons trosfränder, Parley P Pratt, stötte under en resa på mormoner som försåg honom med Mormons bok.
I början av september 1830, döptes Pratt i Kristi Kyrka, som Joseph Smiths kyrka hette vid denna tid. 
I oktober sändes Pratt och Ziba Peterson västerut, på missionsuppdrag bland indianerna (eller lamaniterna som de kallas i Mormons bok). På väg västerut besökte de Rigdon i Ohio.
Rigdon beslutade, efter att ha läst Mormons bok och samtalat med sina gäster, att konvertera till mormonismen.
Hundratals församlingsmedlemmar, inom Kristi Lärjungar i Ohio, följde hans exempel.
I december 1830, reste Rigdon till New York, där han träffade Joseph Smith. Smith lade genast märke till Rigdons vältalighet och utnämnde honom till talesman för kyrkan. Rigdon fick också hjälpa till med att skriva ner Smiths egen bibelöversättning, efter dennes diktamen.
Sidney Rigdon var, från sitt mormondop 1830 till 1844, den mest inflytelserike mormonledaren vid sidan av kyrkans grundare Joseph Smith. Under 1830-talet uppkom spekulationer att Rigdon skulle vara den verkliga författaren till Mormons bok, eller mer specifikt att han skulle ha plagierat delar av texten från en opublicerad roman av Solomon Spalding.
Rigdon var Joseph Smiths vicepresidentkandidat i presidentvalet 1844. Smiths kandidatur fick dock ett abrupt slut i och med hans mord samma år.

## Ledarstrider
Vid Smiths död uppstod en ledarstrid inom kyrkan. Rigdon var den ende överlevande medlemmen av det högsta ledarorganet inom Jesu Kristi Kyrka av Sista Dagars Heliga (det Första presidentskapet) och hävdade att han skulle efterträda profeten.
Vid ett möte i kyrkans dåvarande högkvarter i Nauvoo, Illinois den 6 augusti 1844 lyckades Brigham Young få majoriteten att stödja hans maktanspråk. Young och gruppen runt honom hade en tid, i hemlighet, praktiserat månggifte. När man tagit makten i kyrkan blev polygamin upphöjd till officiell lära.
Rigdon vägrade dock godta detta och flyttade med omkring 500 anhängare till Pittsburgh, där de bildade Kristi Kyrka.

## En ny mormonkyrkas bildande och fall
Rigdon reste runt bland de östra delarna av mormonkyrkan, i slutet av 1844 och början av 1845, och samlade stöd för sin sak. De tidigare medlemmarna av det Första presidentskapet, John C Bennett och William Law anslöt sig till Rigdon, i likhet med den förre mormonaposteln William E M'Lellin.
Den 6 april 1845 — femton år efter den egentliga organiseringen av kyrkan — samlades man till generalkonferens i Pittsburgh, för att etablera en ny ledarstruktur. Rigdon själv utnämndes till president och Carvel Rigdon till Sittande Patriark, medan de Tolv Apostlarnas Quorum kom att bestå av: William E M'Lellin, George W Robinson, Benjamin Winchester, James Blakeslee, Josiah Ells, Hugh Herringshaw, David L Lathrop, Jeremiah Hatch Jr., E R Swackhammer, Willaim Small och Samuel Bennett. Vidare utsågs ett Stående Högsta råd, de Sjuttios Quorum, ett Styrande Biskopsdöme och en del andra råd och styrelser. Rigdom samlade även 73 män och pojkar till "Stora Rådet". Vid konferensen beslutade man även att det officiella namnet på trossamfundet skulle vara "Kristi kyrka", dvs samma namn som på den ursprungliga mormonkyrkan, bildad 1830.
På hösten samma år hölls ännu en generalkonferens, denna gång i Philadelphia. Rigdon meddelade då att kyrkan skulle upprätta ett kristet kollektiv på "Adventure Farm" nära Greencastle i Pennsylvania. Detta sociala experiment blev dock ett stort misslyckande och i april 1847, hade kollektivet på Adventure Farm och Rigdons kyrka brutit samman. 
Rigdon övergav sin hjord och levde resten av sina dagar i Pennsylvania och New York. Mer välbärgade släktingar finansierade hans uppehälle. Rigdon vidhöll livet ut sina anspråk på att vara den rättmätige efterföljaren till Joseph Smith.